# Renée Richard
Ne doit pas être confondu avec Renée Richards.
Pour les articles homonymes, voir Richard.
Renée Richard, surnommée la mère Richard, est une commerçante crémière née le 14 juillet 1928 à Lyon et morte dans cette même ville le 31 mars 2014.
Installée aux halles de Lyon, elle est connue pour son saint-marcellin, fromage à base de lait de vache, à pâte molle à croûte fleurie dont elle fournissait notamment le chef cuisinier Paul Bocuse à qui elle doit son surnom.

## Biographie
Renée Richard est née le 14 juillet 1928 à Lyon. 
Elle ouvre en 1965 son premier magasin aux Halles des Cordeliers.
Le chef cuisinier Paul Bocuse inscrit son fromage sur sa carte en spécifiant son nom. C'est lui qui lui donne le surnom de « mère Richard ».
Elle meurt le 31 mars 2014 à Lyon, âgée de 85 ans.
Sa fille, également nommée Renée Richard, prend sa succession (elle décède quant à elle en janvier 2025,).

## Distinction
- Elle est faite officière de l’ordre national du Mérite en 1996[6].

## Reconnaissance
- Le parvis bordant les halles de Lyon porte son nom[7]. Il a été inauguré en 2016[8].